# Michael Morgan

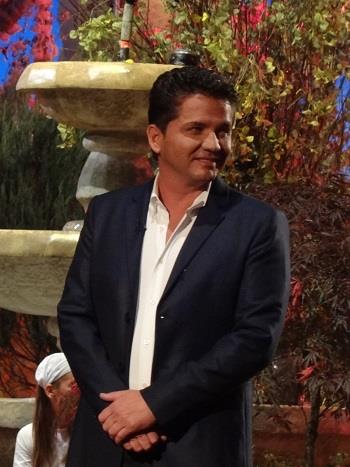
Michael Morgan bei Die Besten im Frühling.

Michael Morgan (bürgerlicher Name: Michael Lamboley) (* 10. März 1968 in Merzig) ist ein deutscher Schlagersänger.

## Leben
Michael Morgan wuchs in Merzig auf und machte nach der Schule eine Bäckerlehre. 1986 konnte er seine erste Single Nimm mein Herz aufnehmen, mit der er bereits einen Achtungserfolg landete. Seinen ersten größeren Erfolg hatte er 1991, als er den Schlager Zuerst kam die Sonne neu veröffentlichte. Dieses Lied war bereits 1971 ein Hit seines Namenskollegens Manfred Morgan. 1993 schaffte Michael dann den Durchbruch mit seinem Titel Komm steh wieder auf. Damit erreichte er Platz 1 der ZDF-Hitparade. Es folgten weitere Auftritte bei mehreren Fernsehshows. Zwei Jahre später hatte er einen weiteren Erfolg mit Komm zurück zu mir, der deutschen Version des Take-That-Klassikers Back for Good.
1998 nahm Michael Morgan an den Deutschen Schlager-Festspielen teil, erreichte mit dem Titel Zugegeben jedoch nur den 11. Platz.
Morgan machte mehrere Tourneen. Dabei lernte er 1996 seine Sangeskollegin Rosanna Rocci näher kennen und lieben. Die Folge war die Heirat der beiden am 17. Juli 1997 (die kirchliche Heirat war dann 1998 im Dom zu Speyer). 2012 folgte die Trennung. Das Paar hat einen Sohn. Aus einer früheren Beziehung hat der Sänger eine Tochter. Neben Soloauftritten und Soloaufnahmen tritt Michael Morgan seit 1999 auch mit seiner Ehefrau Rosanna als Duo auf, das auf zahlreichen Fernseh- und Rundfunkveranstaltungen zu hören und zu sehen war.
Morgan erreichte den 1. Platz bei der MDR Hitsommernacht 2008 mit dem Titel „Die Frau in meinen Träumen“.

## Diskografie

### Studioalben
- 1990: Wie Fackeln im Sturm
- 1992: Für einmal und für immer
- 1994: Seit wir uns lieben
- 1995: Hier und jetzt
- 1996: Nur die Liebe bleibt
- 1997: Zeit für dich
- 1999: Ich gehör zu dir
- 2001: Glück ist …
- 2002: Jenseits vom Paradies
- 2005: Es geht immer nur um Liebe
- 2008: Träumen von Liebe
- 2011: Immer wieder du
- 2013: Authentisch
- 2014: Mit Ecken und Kanten
- 2016: Besser

### Kompilationen
- 1996: Meine schönsten Lieder
- 1997: Liebeslieder
- 2000: Erfolge
- 2001: Ich lebe für dich (mit Rosanna Rocci)
- 2003: Candlelight zu zweit
- 2004: Felicita – Liebe hautnah (mit Rosanna Rocci)
- 2008: Engel lässt man niemals gehen – Meine großen Erfolge
- 2013: Seine größten Hits
- 2018: My Star

### Singles (Auswahl)
- 1995: Lass uns noch einmal Kinder sein (als Teil von Stars für Wolke 7)
- 1995: Komm zurück zu mir
- 2015: Wer die Augen schließt (wird nie die Wahrheit seh’n) 2015 (als Teil von Mut zur Menschlichkeit)